# Honda CM125
La CM125 est une motocyclette du constructeur japonais Honda. La cylindrée est de 125 cm³.

## Modèle 125 cm³
La CM125 est une motocyclette de 124cm³ 4 temps, possédant un bicylindre en ligne refroidi à l'air et arbre à cames en tête avec un seul carburateur (rare pour l'époque sur une 125). Elle a été présentée par Honda en 1980 et sa production s'est stoppée en 2000.
La conception de la moto est basée sur la popularité des motocyclettes américaines de type Custom, dont les quelques chromes présents en rappellent l'origine. La CM125 a un guidon haut, un réservoir en forme de goutte et une selle confortable pour deux personnes.
Le tableau de bord se limite à un cadran contenant l'un l'indicateur de vitesse avec témoin de point mort, grand phare et clignotant). La clé de contact est située sous le tachymètre et permet également de bloquer le guidon au moyen d'un antivol type neiman situé derrière la fourche.
Le système de freinage comprend un frein à tambour à l'avant actionné par un câble, le frein à tambour arrière étant actionné par une pédale reliée à une tige métallique. Bien que faible, le freinage est suffisant au vu de la puissance de la machine.
La machine dispose d'une béquille latérale et d'une béquille centrale.
Son successeur est la Honda CA125 Rebel, modèle Custom sortie en 1996.